# Strachey Stump
Strachey Stump är en bergstopp i Antarktis. Den ligger i Östantarktis. Storbritannien gör anspråk på området. Toppen på Strachey Stump är 1 630 meter över havet, eller 33 meter över den omgivande terrängen. Bredden vid basen är 2,0 km.
Terrängen runt Strachey Stump är kuperad åt sydväst, men åt nordost är den platt. Strachey Stump ligger uppe på en höjd som går i öst-västlig riktning. Trakten är obefolkad. Det finns inga samhällen i närheten. 